# Nepal i olympiska sommarspelen 1988
Nepal deltog i de olympiska sommarspelen 1988 med en trupp bestående av 16 deltagare, men ingen av landets deltagare erövrade någon medalj.

## Boxning
| Boxare               | Gren            | 32-delsfinal         | Sextondelsfinal      | Åttondelsfinal       | Kvartsfinal          | Semifinal            | Final                |
| Boxare               | Gren            | Motståndare Resultat | Motståndare Resultat | Motståndare Resultat | Motståndare Resultat | Motståndare Resultat | Motståndare Resultat |
| -------------------- | --------------- | -------------------- | -------------------- | -------------------- | -------------------- | -------------------- | -------------------- |
| Dambardut Ta Bhatta  | Lätt flugvikt   | Epton (GBR) L 0:5    | Gick inte vidare     | Gick inte vidare     | Gick inte vidare     | Gick inte vidare     | Gick inte vidare     |
| Jhapatsingh Bhujel   | Lätt weltervikt | Mphande (MAW) L 0:5  | Gick inte vidare     | Gick inte vidare     | Gick inte vidare     | Gick inte vidare     | Gick inte vidare     |
| Giri Rambahadur      | Bantamvikt      |                      | Mwema (KEN) L RSCH   | Gick inte vidare     | Gick inte vidare     | Gick inte vidare     | Gick inte vidare     |
| Dalbahadur Ranamagar | Lättvikt        | Hegazy (EGY) L 0:5   | Gick inte vidare     | Gick inte vidare     | Gick inte vidare     | Gick inte vidare     | Gick inte vidare     |
| Bishnubahadur Singh  | Flugvikt        | Espenola (PAR) W 5:0 | Johnson (USA) L RSCH | Gick inte vidare     | Gick inte vidare     | Gick inte vidare     | Gick inte vidare     |

## Friidrott
Herrar
| Athlete            | Gren                     | Heat     | Heat      | Semifinal        | Semifinal        | Final            | Final            |
| Athlete            | Gren                     | Tid      | Placering | Tid              | Placering        | Tid              | Placering        |
| ------------------ | ------------------------ | -------- | --------- | ---------------- | ---------------- | ---------------- | ---------------- |
| Krisnaba Basnyat   | Herrarnas maraton        |          |           |                  |                  | 2:47:57          | 85               |
| Teeka Bogate       | Herrarnas maraton        |          |           |                  |                  | 2:31:49          | 66               |
| Dambar Kunwar      | Herrarnas 110 meter häck | 16,51    | 40        | Gick inte vidare | Gick inte vidare | Gick inte vidare | Gick inte vidare |
| Dambar Kunwar      | Herrarnas 400 meter häck | 56,80    | 37        | Gick inte vidare | Gick inte vidare | Gick inte vidare | Gick inte vidare |
| Baikuntha Manadhar | Herrarnas maraton        |          |           |                  |                  | 2:25:57          | 54               |
| Haribahadur Rokaya | Herrarnas 1 500 meter    | 4:01,17  | 53        | Gick inte vidare | Gick inte vidare | Gick inte vidare | Gick inte vidare |
| Haribahadur Rokaya | Herrarnas 5 000 meter    | 14:53,75 | 48        | Gick inte vidare | Gick inte vidare | Gick inte vidare | Gick inte vidare |
| Haribahadur Rokaya | Herrarnas 10 000 meter   | 30:48,16 | 38        | Gick inte vidare | Gick inte vidare | Gick inte vidare | Gick inte vidare |

| Idrottare     | Gren              | Gren    | Resultat | Poäng | Placering |
| ------------- | ----------------- | ------- | -------- | ----- | --------- |
| Dambar Kunwar | Herrarnas tiokamp | 100 m   | 12,12    | 628   | 30        |
| Dambar Kunwar | Längd             | 5,83    | 550      | 37    |           |
| Dambar Kunwar | Kula              | 9.71    | 468      | 37    |           |
| Dambar Kunwar | Höjd              | 1,70    | 544      | 37    |           |
| Dambar Kunwar | 400 m             | 52,32   | 711      | 28    |           |
| Dambar Kunwar | 110 m häck        | 17,05   | 619      | 34    |           |
| Dambar Kunwar | Diskus            | 27,10   | 408      | 34    |           |
| Dambar Kunwar | Stav              | 2,80    | 309      | 32    |           |
| Dambar Kunwar | Spjut             | 39,10   | 429      | 34    |           |
| Dambar Kunwar | 1500 m            | 4:41,24 | 673      | 22    |           |
| Dambar Kunwar | Final             | i.u.    | 5339     | 34    |           |

Damer
| Idrottare        | Gren             | Heat | Heat      | Semifinal | Semifinal | Final   | Final     |
| Idrottare        | Gren             | Tid  | Placering | Tid       | Placering | Tid     | Placering |
| ---------------- | ---------------- | ---- | --------- | --------- | --------- | ------- | --------- |
| Rajkumari Pandey | Damernas maraton |      |           |           |           | 3:10:31 | 60        |
| Menuka Rawat     | Damernas maraton |      |           |           |           | 3:11:17 | 61        |

## Judo
Herrar
| Idrottare           | Gren                      | Sextondelsfinal                    | Åttondelsfinal       | Kvartsfinal          | Semifinal            | Första återkvalsomgången | Återkval, kvartsfinal | Återkval, semifinal  | Final                |
| Idrottare           | Gren                      | Motståndare Resultat               | Motståndare Resultat | Motståndare Resultat | Motståndare Resultat | Motståndare Resultat     | Motståndare Resultat  | Motståndare Resultat | Motståndare Resultat |
| ------------------- | ------------------------- | ---------------------------------- | -------------------- | -------------------- | -------------------- | ------------------------ | --------------------- | -------------------- | -------------------- |
| Gangabahadur Dangol | Herrarnas halv mellanvikt | Gueorgui Tenadze (URS) L 0100-0000 | Gick inte vidare     | Gick inte vidare     | Gick inte vidare     | Gick inte vidare         | Gick inte vidare      | Gick inte vidare     | Gick inte vidare     |
| Rishiram Pradhan    | Herrarnas lättvikt        | Petrikov (TCH) L 0200-0000         | Gick inte vidare     | Gick inte vidare     | Gick inte vidare     | Gick inte vidare         | Gick inte vidare      | Gick inte vidare     | Gick inte vidare     |